# Jakub Samel

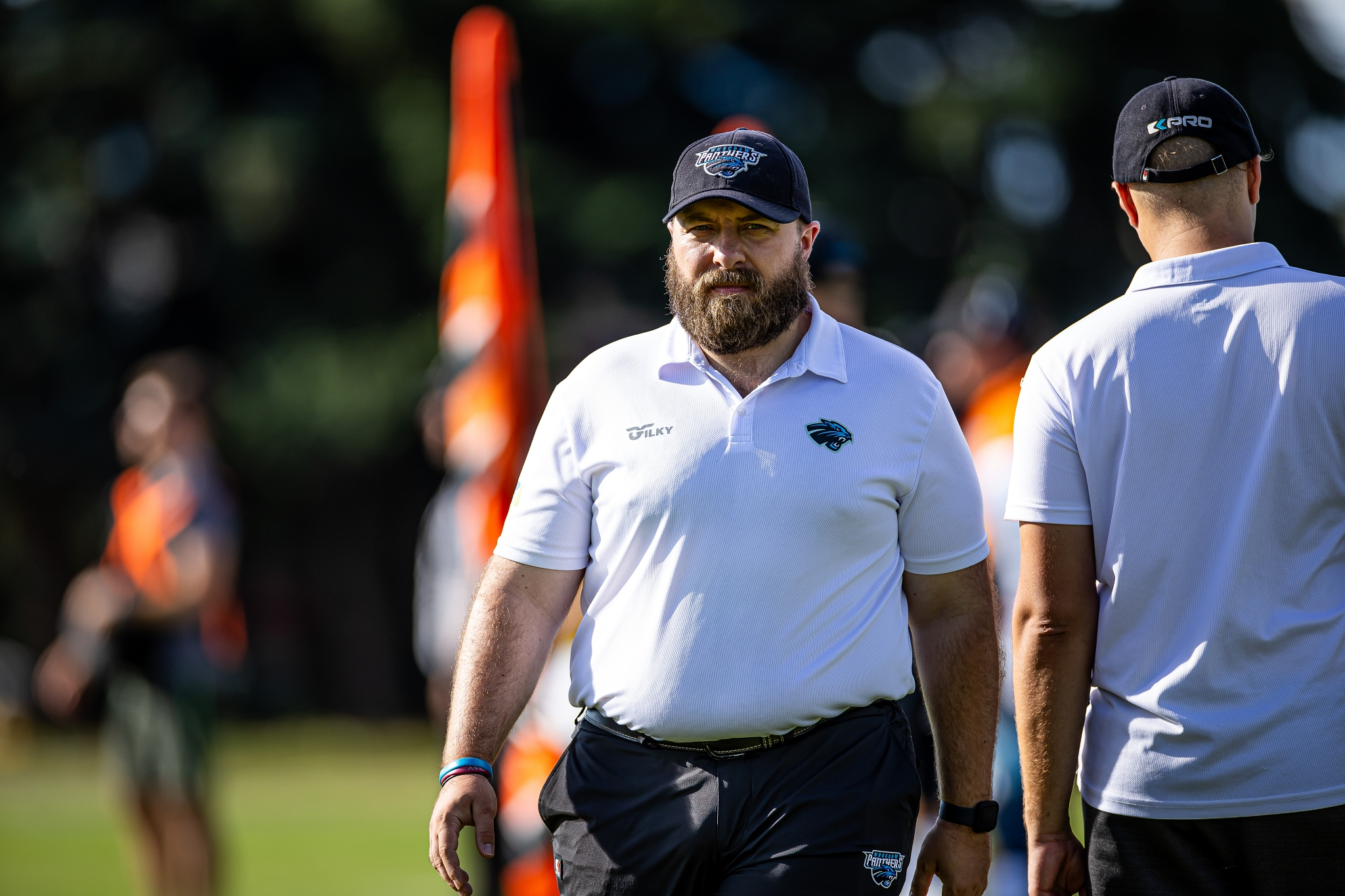
Panthers Wrocław Sportdirektor Jakub Samel (2023)

Jakub (Kuba) Samel (geb. 5. August 1988) ist ein polnischer American-Football-Trainer.

## Karriere
Samel begann 2008 mit dem Football-Spiel. Er spielte auf den Positionen Full Back und Offensive Lineman. Bereits 2009 wurde er mit den Silesia Miners polnischer Meister. Eine Verletzung beendete seine Spielerkarriere. Von 2011 bis 2013 studierte er Physiotherapie auf Bachelor an der Jerzy Kukuczka Academy in Katowice.
Nachdem er einige Zeit Jugendmannschaften und Flag-Football-Teams trainiert hatte, wurde er 2013 Offensive Coordinator und später Head Coach der Silesia Rebels (ehemalige Miners). 2016 Offensive Line Coach der Wroclaw Panthers. Mit diesen wurde er 2016, 2017 und 2019 polnischer Meister und 2016 Sieger der IFAF Europe Champions League. 2020 wurde Samel Head Coach der Panthers und wurde im selben Jahr erneut polnischer Meister.
Von 2012 bis 2017 war Samel im Trainerstab der polnischen Nationalmannschaft tätig. 2018 arbeitete er zusätzlich im Trainerteam der Troy University (Alabama, USA) und 2019 bei der West Virginia University (Morgantown, USA). 2020 wurde Samel von der Plattform Podyum zum Europäischen Trainer des Jahres 2020 gewählt.
Auch nach dem Einstieg der Panthers in die ELF 2021 blieb Samel Head Coach. In der Premierensaison wurde die Mannschaft Zweiter der Division Nord und schied im Halbfinale gegen die Hamburg Sea Devils aus. Die zweiten Saison beendete das Team auf Platz 3 der Northern Conference. Nach der Saison wurde Samel zum Sportdirektor des Teams befördert.
Zur ELF-Saison 2024 wechselte Samel als Assistant Coach für Defensive Backs und Special Teams zu den Raiders Tirol. Im September 2024 wurde bekannt, dass er als Head of Development and Scouting nach Breslau zurückkehrt.